# كاتب أغاني
كاتب أغاني أو كاتبة أغاني هو كل شخص يكتب كلمات ويلحن موسيقى أغنية ما، الشخص الذي يكتب كلمات أغاني فقط يسمى شاعرا غنائيا والشخص الذي يؤلف الموسيقى فقط يمكن تسميته ملحنا، حيث إن تأليف الموسيقى مرتبط بكتابة كلماتها نظرا لأن التأليف يُعنَى بانسجام الكلمات مع اللحن. الكاتب الغنائي ليس كاتبا للكلمات فقط بل ملحن أيضا.
ولكن الكاتب الغنائي ليس مفترضا أن يكون ملما بضوابط الشعر بل يكتب أحيانا كل ما يخطر بباله ويختار كلماته حسب رغبته، أما الشاعر الغنائي فهو شاعر مدرك بفنون الكتابة الشعرية.
ظهرت هذه المهنة منذ القدم حينما بدأ مغنون لا يملكون المال الكثير في جميع أنحاء العالم بكتابة وتأليف موسيقاهم بغرض إسماعها للناس العامة.
وحاليا يشتهر العديد من المُغنّين بكونهم يؤلفون ويكتبون موسيقاهم بأنفسهم، أما الفرق الموسيقية فغالبا ما يكون أحد أعضائها هو الكاتب الغنائي لها.